# 極つぶし
『極つぶし』（ごくつぶし）は、土山しげるによる日本の漫画。コンビニ本では再編集され、題名も『極道狩り』（ごくどうがり）に改題された。1992年から1995年において『リイドコミック』（リイド社）において連載された。1994年に映画化されている。

## あらすじ
警察でも検挙できず、法で裁けない巨悪の存在を退治するため、警察は20歳代から30歳代の全警察官をコンピューターにかけ、何事にも怖れず立ち向かってゆく行動力と判断力と体力と知力に優れた人材を選出する。そして選ばれたのは、警察内の問題児である犬神京太郎、警察官からヤクザに転身して刑務所暮らしを余儀なくされていた花輪兆治であった。任務遂行のため共同生活することを命じられた2人の下に、警視正の佐野四郎からミッションが届けられ、2人は巨悪退治に赴いてゆく。

## 主な登場人物
犬神京太郎（いぬがみ きょうたろう）
本作の主人公。親子3代にわたる警察一家の一員で、祖父や父親は全国一の表彰状を受けるほどであるが、京太郎自身は高校卒業後にヤクザの組事務所に見習いとして入る。しかし組長に逆らったため3か月で追放され、腹いせに兄貴分5人を半殺しにした。警察官になってからも署内で数々の問題を起こす。しかしその素行を逆に見込まれ、巨悪潰しの特命を受けて花輪と共同生活をすることになる。
花輪 兆治（はなわ ちょうじ）
本作のもう1人の主人公。高校卒業後に警察学校に入学、トップの成績で卒業してF県警に配属される。3年後、上司に暴力をふるったため免職。それで荒れているところを、当時東海地方を牛耳っていた中善寺組組長に拾われて極道になる。しかし中善寺組は解散、花輪は兄貴分の常濃組に預けられる。そこで同組員の罠にかかり、京太郎の手により刑務所行きに。しかし警官時代の能力を買われ、京太郎と同じく特命を受けて巨悪潰しをすることになる。
佐野 四郎（さの しろう）
本庁の警視正。巨悪潰しのため、京太郎と花輪に白羽の矢を立てる。2人に常に指令を出している。
白石 愛（しらいし あい）
ゲーム、ハッキングと大人顔負けのコンピューターに精通した女子高生。殺された親友の事件に巻き込まれ、事件に関係する組織の魔の手から逃すための保護目的で、少年院に入れられていた。しかし佐野にそのハッキング能力を見込まれて仮退院し、事件解決のために京太郎や花輪に協力する。友達は多く、実家は金持ちである。